# Списак музичких албума објављених у 2006. години
Овај чланак садржи списак музичких албума који су објављени током 2006. године.

## Фебруар
| Датум       | Извођач(и)        | Назив албума |
| ----------- | ----------------- | ------------ |
| 14. фебруар | Matchbook Romance |              |
| 28. фебруар | Hawthorne Heights |              |

## Март
| Датум    | Извођач(и)      | Назив албума |
| -------- | --------------- | ------------ |
| 21. март | Boysetsfire     |              |
| 28. март | Yeah Yeah Yeahs |              |

## Јул
| Датум   | Извођач(и)          | Назив албума |
| ------- | ------------------- | ------------ |
| 4. јул  | Spawn of Possession |              |
| 11. јул | All That Remains    |              |

## Октобар
| Датум       | Извођач(и)                       | Назив албума |
| ----------- | -------------------------------- | ------------ |
| 3. октобар  | Evanescence                      |              |
| 10. октобар | Kenny Lattimore and Chanté Moore |              |